# Осман Пазвантоглу

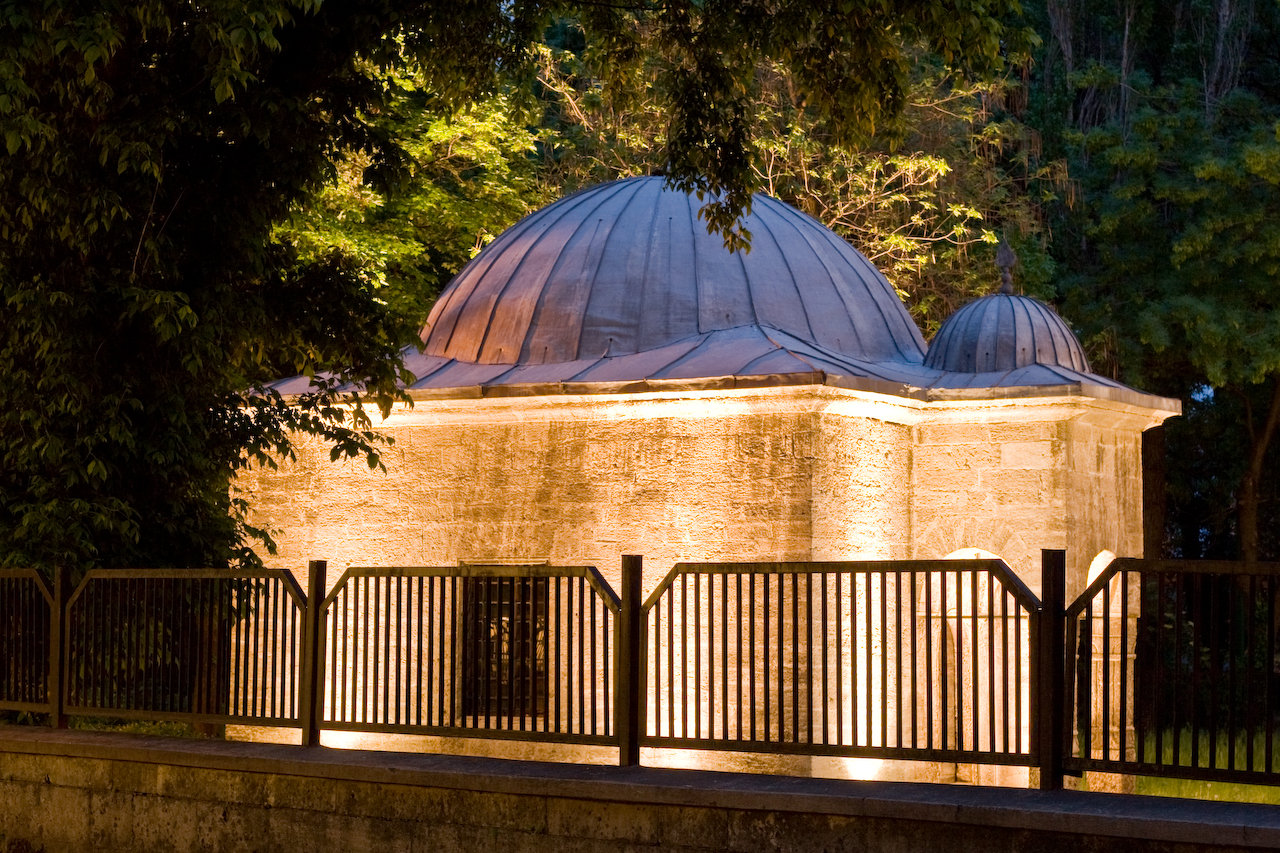
Библиотека при мечети Османа Пазвантоглу

Осман Пазвантоглу (1758, Видин, Болгария, Османская империя — 17 февраля 1807, Видин) — турецко-балканский авантюрист, правитель Видинского санджака.

## Биография
О месте рождения Османа Пазвантоглу в научном сообществе не существует единого мнения. Одни называют Видин (где прошла большая часть его жизни), другие — Албанию. Отцом Османа был богатый янычар Йомер (Омер) Пазвантоглу, получивший чин айяна, а также два села в окрестностях Видина — и обосновавшийся в этом городе. Наполеоновский офицер Мерьяж, Иван Липранди, Константин Иречек и Александр Теодоров-Балан однозначно идентифицируют Омера как босняка. В 1764 году Омер Пазвантоглу был выселен с семьёй из Видина в Белград. Осману Пазвантоглу было тогда шесть лет.
В молодости Осман Пазвантоглу служил у Печского паши, потом вернулся в Видин. В 1789 году Омер Пазвантоглу, ставший к тому времени агой 31-й янычарской орты, отличился в боях с австрийцами (Осман Пазвантоглу сражался под отцовскими знамёнами) и сделан был байрактаром Видинского наместника Мелек-паши. Вскоре между ними произошёл конфликт: паша обвинил байрактара в клевете на Коран. При аресте Омер Пазвантоглу оказал энергичное сопротивление и был казнён. Осман бежал и странствовал какое-то время по Боснии, Албании и Молдавии. Во время этих своих скитаний он даже подружился с прогремевшим позднее Карагеоргием.
В 1792 году Осман Пазвантоглу возвратился в Видин. В 1793 году он откупил у правительства сбор дани «джизие» и сколотил «под это дело» отряд в 1000 арнаутов (албанцев), кирджалий, янычар — и поднял бунт. Совместно с бандами Рущуклу, Трыстеникли-оглу, Исмаила Селвили и Кучук-Хасана, он взял Видин в осаду. Вскоре видинского коменданта Иззет-Ахмед-пашу сменил Мехмед-паша. Последнему удалось усмирить бунт «без пролития мусульманской крови».

19 февраля 1793 года султан Селим III издал фирман, в коем провозгласил: 
Разбойник Осман Пазвантоглу да будет пойман и казнён смертью!
В ответ Пазвантоглу вновь объединил несколько банд и подступил к Видину, а также попытался с налёту захватить Белград. Однако, на подступах к Белграду, в ходе Коларской битвы, отряды Пазвантоглу были разгромлены сербским ополчением.
Визирь Сеид-Али-паша, управлявший Видином после Мехмед-паши, направил султану донесение о злодеяниях Пазвантооглу. Султан в новом фирмане от 1 июля 1793 года приказал арестовать разбойника и доставить его голову в Стамбул. Одновременно Селим поручил дворцовому капуджи-баши Колчак-Мустафа-аге расследовать дело Пазвантоглу. Под влиянием янычарского гарнизона, заступившегося за Пазвантоглу, Мустафа-ага заявил в своём рапорте на имя султана, что Осман Пазвантоглу совершал злодеяния исключительно против райи (не-мусульман), что ныне он исправно служит, и бывшие преступления его заслуживают прощения.
В 1795 году, в период реформы, нацеленной на упразднение корпуса янычар и введения военного набора, — Пазвантоглу, при поддержке янычарского гарнизона, открыто ополчился против султанской власти. В Видине он повесил всех, кто был причастен к казни его отца. Поддержанный янычарами, кырджалиями и разными разбойническими шайками, он оккупировал весь Видинский санджак, повсюду изгоняя аг и ставя на ключевые посты своих верных таксил-дари, су-баши и бюлюк-баши. Они обложили христиан огромными налогами и повинностями. Высокая Порта всеми мерами пыталась потушить восстание. Против Пазвантоглу был направлен Хаджи Мустафа-паша с 40-тысячной армией. В 1797 году он осадил Видин, но затем был отброшен силами Пазвантоглу, которые перешли в контрнаступление. Осман Пазвантоглу собрал 80-тысячную армию и захватил Врачанскую, Ловчанскую, Плевенскую и Севлиевскую казы, после чего двинулся на Тырново. По пути они грабили всех подряд, а награбленное свозили в Видин. В Никопольской казе мятежниками были совершены страшные жестокости. Большая группа христианских женщин и детей была загнана в кошары и заживо сожжена. Целью было заставить население трепетать перед именем Пазвантоглу. Османская империя оказалась бессильна справиться с ним… Через 3 месяца кровопролитие возобновилось.
Всего султан Селим III предпринял 3 похода против Видина, 2 раза безуспешно осаждал город. Пазвантоглу одержал 3 победы над правительственными войсками. В 1799 году султан счёл за лучшее амнистировать мятежника и даровать ему титул паши. Так Пазвантоглу утвердился в Видинском регионе в качестве независимого и своеобразного феодала. Уже в качестве вассального паши, Пазвантоглу «подмял под себя» огромные территории.
В 1800 году Пазвантоглу совершил кровавый набег на Валахию захватил город Крайова. В скором времени господарь Александр Мурузи нанёс поражение вражеским полчищам. При отступлении Пазвантоглу целиком выжег Крайову (где из 7 000 домов уцелели лишь около 300) и ретировался в Видин. Русский император Павел I планировал, в видах защиты Валахии, военную экспедицию против Пазвантоглу (не состоялась). В 1802 году слухи о том, что кырджалии видинского паши приближаются к Бухаресту, вызвали в городе сильнейшую панику.
Близкими союзниками Пазвантоглу стали янычары — «дахии», терроризировавшие Белградский пашалык. Пытался он даже установить дипломатические отношения с Наполеоном I. Оставив, для вида, прежнюю свою свирепость, Пазвантоглу провозгласил миролюбивую политику в отношении как мусульман, так и христиан в захваченных им землях. Чеканил свою монету, известную как «пазвантчета».

## Память
Наследием Османа Пазвантоглу стала построенная им в Видине мечеть Османа Пазвантоглу (1801—1802) с библиотекой при ней (1802—1803).
После смерти Османа Пазвантоглу турки-османы запретили хоронить его тело на кладбище при основанной им мечети. Пазвантоглу был погребён во дворе старинной полуразрушенной мечети Мустафа-паши.
Парадоксально, в некоторых болгарских кругах Пазвантоглу пользовался уважением.